# 诺基亚6230i
6230i是诺基亚公司在2005年上半年推出的一款商务音乐手机。是对于诺基亚6230的升级版。采用了S40的操作系统。
6230i照相手機是 Nokia 6230 的進階版，新增 130 萬畫素相機、即按即說（PoC）等功能。內建的 208 x 208 畫素新螢幕，更可滿足重視影音功能的商務型玩家。
Nokia 6230i 的高解析度螢幕（208 x 208 畫素）非常適合播放多媒體內容，更能展現出內建 130 萬畫素、3 倍數位變焦相機所拍攝的精彩畫面。使用 Nokia 6230i 隨機附贈的 MMC 記憶卡，即可錄製長達 1 小時的影片。
Nokia 6230i 相關功能列表：
- 內建 130 萬相機鏡頭、3 倍數位變焦
- 內建 32 MB 記憶體，可儲存通訊錄、訊息、多媒體訊息、鈴聲、行事曆
- 支援 MMC 卡擴充(最高可到 2GB)
- 支援最高一小時影音錄影
- 支援 3GPP、H.263 video、MPEG-4、AMR 等影片格式
- 支援 64 和絃
- 支援 MIDI、原音鈴聲、AAC、MP3、M4a 等鈴聲
- 支援 SMTP、POP3、IMAP4 等 e-mail 格式
- 支援即按即說 PoC
- 支援藍芽、USB 埠、紅外線
- 支援簡訊最多 150 則、通訊錄 1000 筆